# Fins kenteken

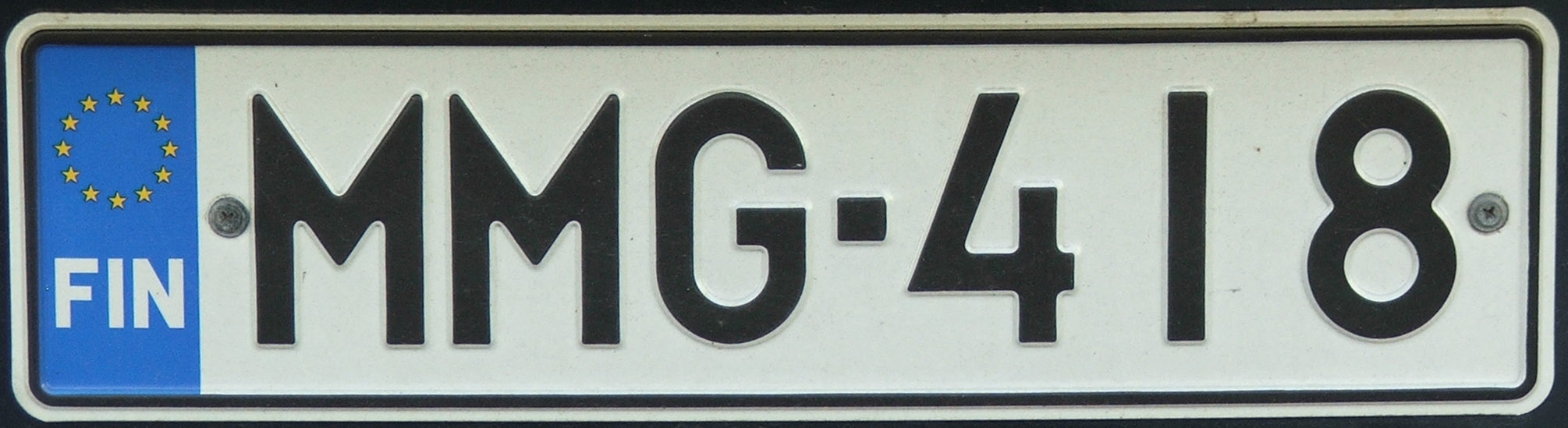

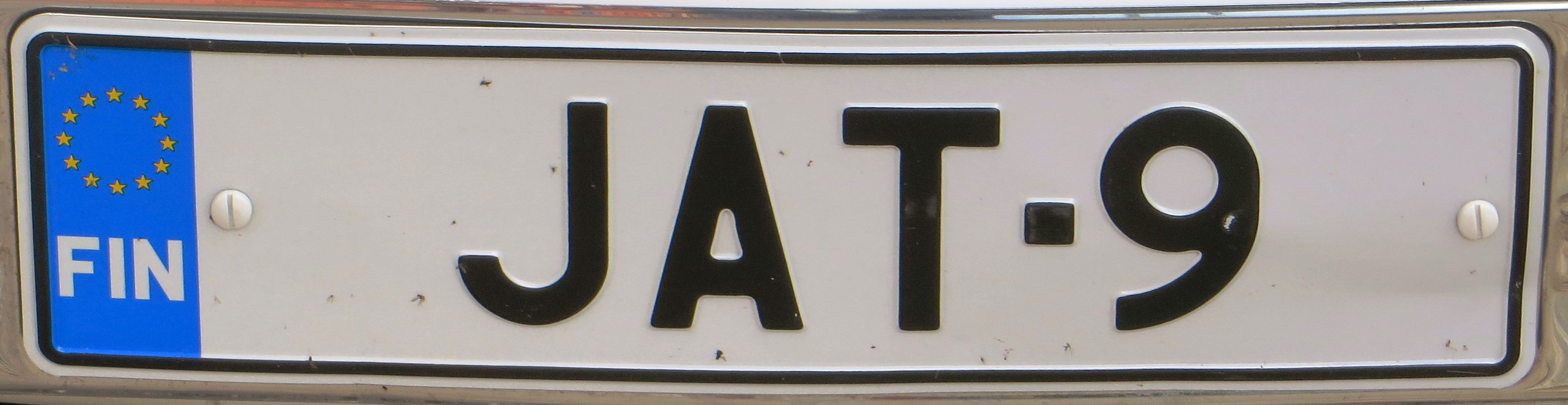
persoonlijke plaat

Het Fins kenteken bestaat uit drie letters en drie cijfers. De zwarte letter- en cijfercombinatie staat op een witte reflecterende achtergrond. In Finland wordt de combinatie sinds 1989 willekeurig gekozen en bestaan er geen regionale codes. Men kan de herkomst van een wagen dus niet aflezen van het kenteken. Sinds 2002 wordt aan de linkerkant van Finse kentekens een blauwe band voorzien met de vlag van de Europese Unie en daaronder de landcode FIN (voor 1993 gebruikte men de landcode SF). De vooropgestelde maten van de Finse kentekenplaten zijn 118 mm × 442 mm of 200 mm × 256 mm.

## Bijzondere kentekenplaten
Kentekenplaten voor wagens die bestemd zijn om het land te worden uitgevoerd bestaan uit één letter en maximaal vier cijfers.
| A-100 |

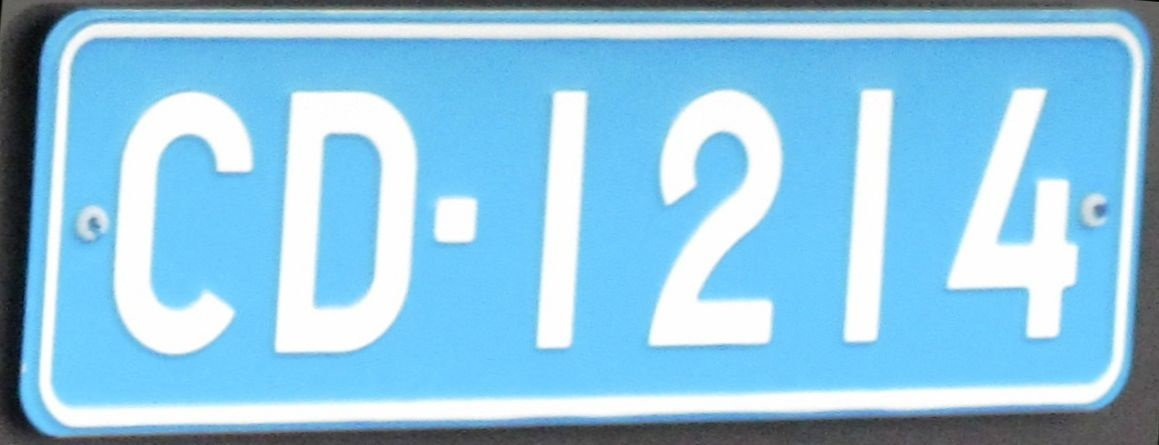
CD kenteken

De "Corps Diplomatique"-kentekens worden in Finland uitgereikt aan mensen van het diplomatieke korps en bestaan uit witte letters en cijfers op een blauwe reflecterende achtergrond. De letters zijn "C" of "CD". CD-kentekenplaten bestaan uit maximaal vier cijfers en C-kentekenplaten uit maximaal vijf cijfers.
| C-1234 |

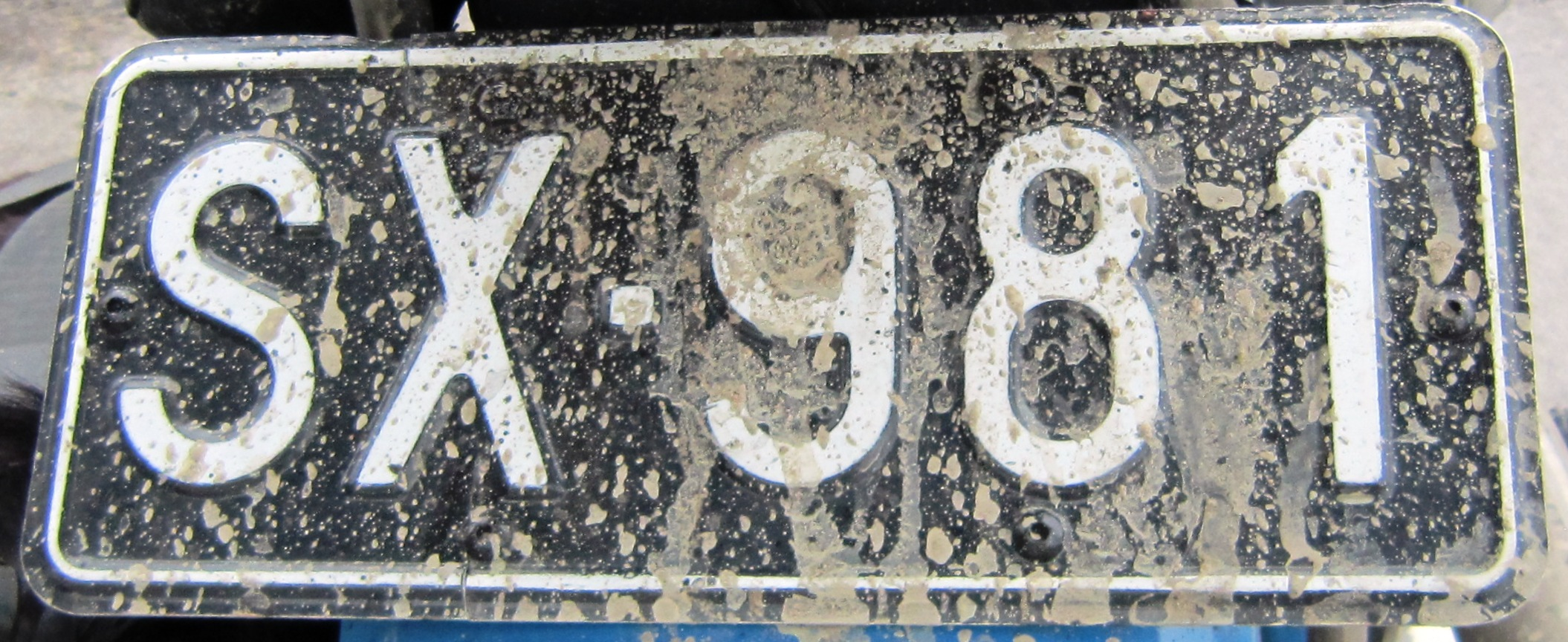
veteranenvoertuig

Kentekenplaten voor de zogenaamde "veteranenvoertuigen" bestaan uit twee witte letters en maximaal drie witte cijfers op een zwarte reflecterende achtergrond.
| MAA-123 |

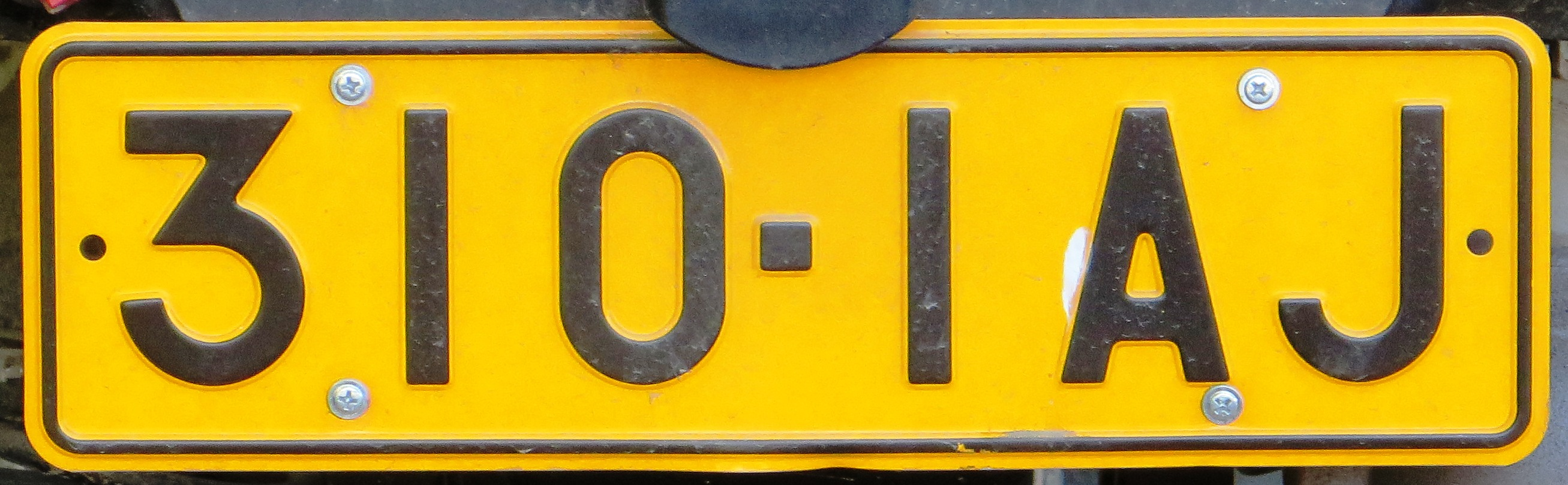
landbouwvoertuig

Kentekenplaten voor landbouwvoertuigen bestaan uit drie zwarte cijfers gevolgd door maximaal drie zwarte letters op een gele reflecterende achtergrond.
| 561-ZN |

## Åland

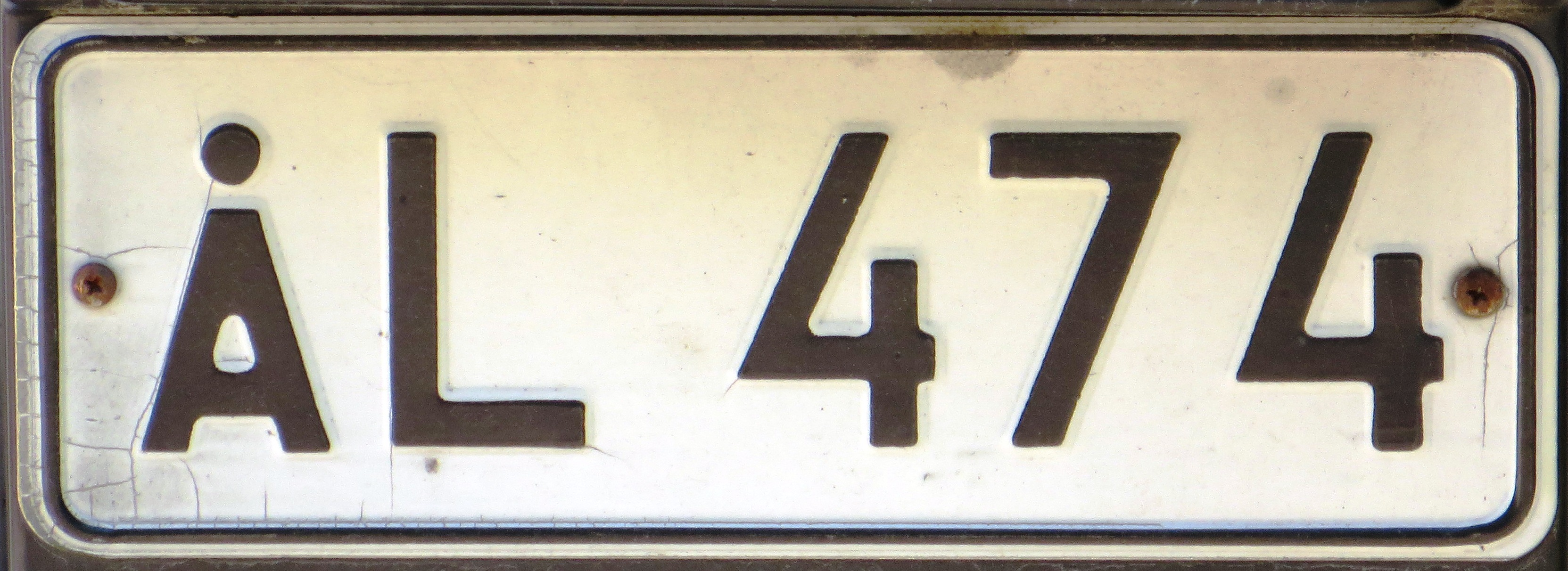
oud kenteken Åland

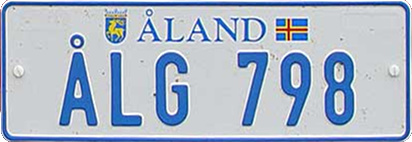
huidig kenteken

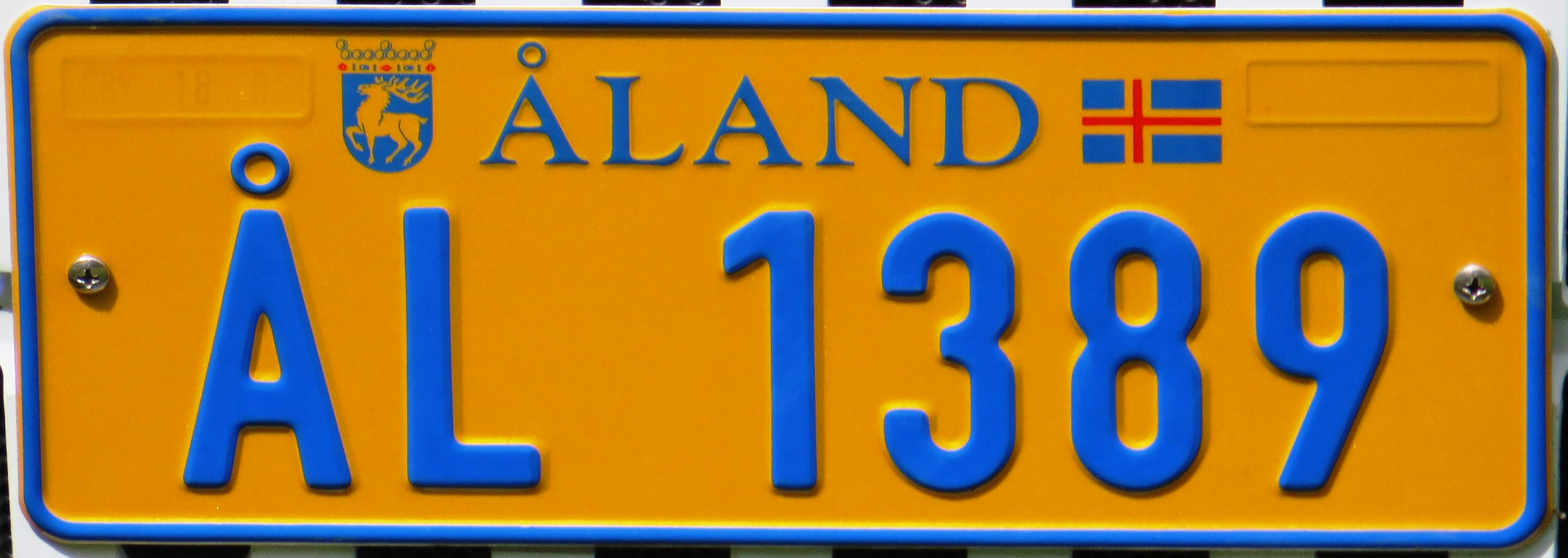
landbouwvoertuig

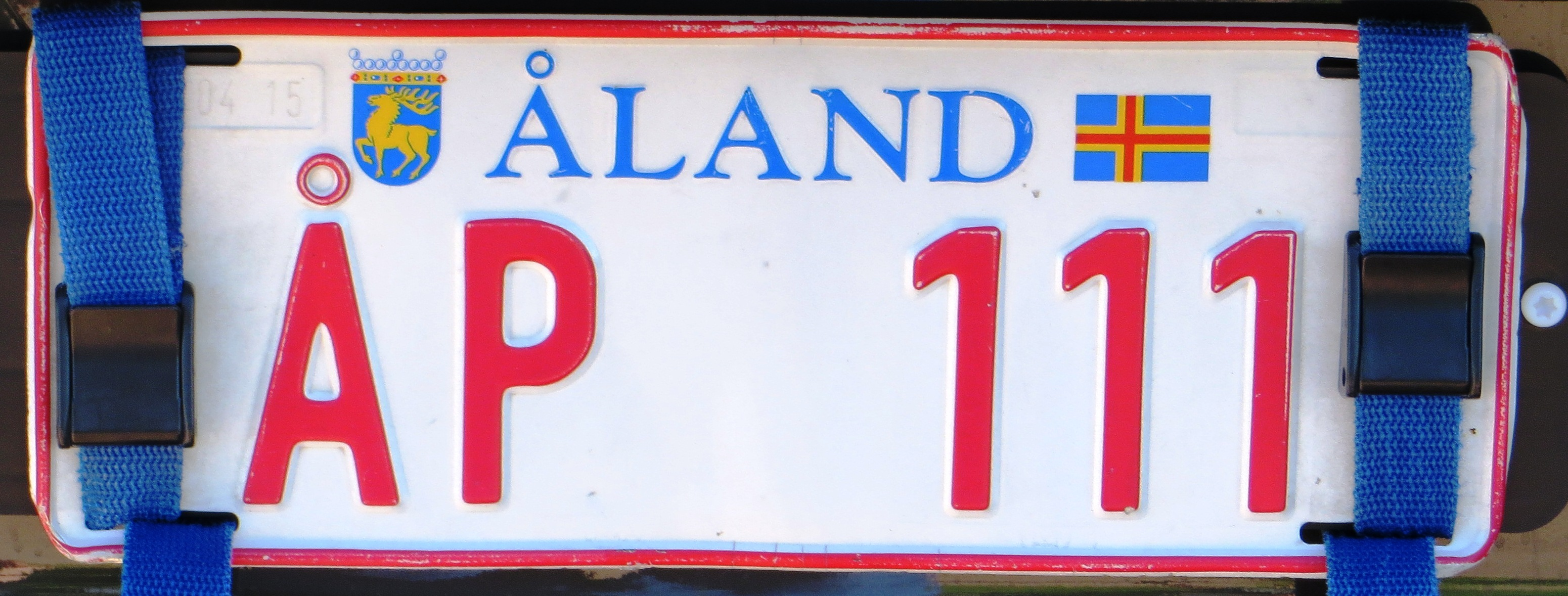
tijdelijke plaat

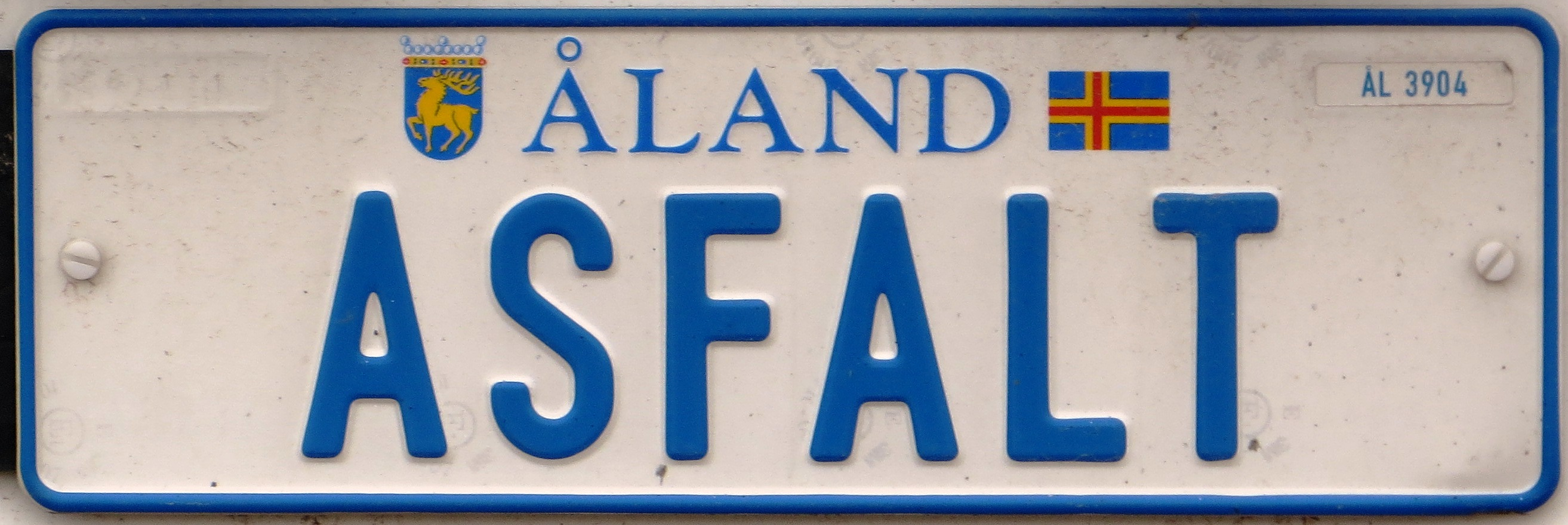
persoonlijke plaat

De Finse autonome regio Åland heeft een eigen kentekenplaat. De kentekenplaat van Åland bestaat uit drie letters en drie cijfers. De blauwe letter- en cijfercombinatie staat op een witte reflecterende achtergrond. Bovenaan het kenteken staat de vlag en het wapenschild van de eilandengroep afgebeeld.